# 小畑村 (京都府)
小畑村（おばたむら）は、京都府何鹿郡にあった村。現在の綾部市中心部の北西、由良川と犀川の右岸にあたる。

## 地理
- 河川：由良川、犀川

## 歴史
- 1889年（明治22年）4月1日 - 町村制の施行により、鍛冶屋村・中村（現・綾部市小畑町）・小西村の区域をもって発足。
- 1949年（昭和24年）7月1日 - 以久田村に編入。同日小畑村廃止。以久田村が即日改称して豊里村となる。

## 交通

### 道路
現在は旧村域を舞鶴若狭自動車道が通過するが、当時は未開通。